# Písečné (Žďár nad Sázavou-i járás)
Písečné település Csehországban, a Žďár nad Sázavou-i járásban. Písečné Velké Janovice, Bystřice nad Pernštejnem, Dalečín, Lísek, Ždánice és Bohuňov településekkel határos. Lakosainak száma 197 fő (2024. január 1.).

## Népesség
A település lakosságának változását az alábbi diagram mutatja:
| Lakosok száma | 266  | 293  | 289  | 223  | 210  | 212  | 195  | 185  | 191  | 197  |
|               | 1869 | 1890 | 1921 | 1950 | 1980 | 2001 | 2017 | 2019 | 2022 | 2024 |